# ŽOK Jedinstvo
ŽOK Jedinstvo est un club serbe de volley-ball basé à Stara Pazova, évoluant pour la saison 2019-2020 en Superliga.

## Palmarès
- Supercoupe de Serbie
  - Vainqueur : 2016[2] et 2023
  - Finaliste : 2017 et 2024.
- Coupe de Serbie
  - Vainqueur : 2017[3] et 2024
  - Finaliste : 2016[4], 2020[5] et 2023
- Championnat de Serbie
  - Finaliste : 2016[6]2017, 2019.

## Effectifs

### Saison 2020-2021
| No                                             | Nom                                            | Date de naissance                              | Taille                         | Poids                          | Poste                          |
| ---------------------------------------------- | ---------------------------------------------- | ---------------------------------------------- | ------------------------------ | ------------------------------ | ------------------------------ |
| 1                                              | Irina Milanović                                | 23 septembre 2002                              | 182                            | 79                             | Réceptionneuse-attaquante      |
| 2                                              | Milica Šarić                                   | 3 septembre 2005                               | 165                            |                                | Libero                         |
| 3                                              | Minja Osmajić                                  | 12 février 2003                                | 190                            |                                | Centrale                       |
| 4                                              | Milica Medved                                  | 16 janvier 2002                                | 180                            | 72                             | Libero                         |
| 5                                              | Ivana Lihtler                                  | 30 août 2000                                   | 175                            |                                | Réceptionneuse-attaquante      |
| 6                                              | Isidora Kockarević                             | 12 janvier 2002                                | 183                            |                                | Attaquante                     |
| 7                                              | Dejana Lekić                                   | 8 mars 2000                                    | 179                            | 62                             | Réceptionneuse-attaquante      |
| 8                                              | Jana Sladaković                                | 7 août 2005                                    | 181                            |                                | Passeuse                       |
| 9                                              | Ivana Nedeljković                              | 4 juillet 2002                                 | 180                            | 68                             | Réceptionneuse-attaquante      |
| 10                                             | Miljana Glušac                                 | 3 septembre 2000                               | 184                            | 72                             | Centrale                       |
| 12                                             | Vanja Savić                                    | 13 mai 2002                                    | 182                            |                                | Réceptionneuse-attaquante      |
| 13                                             | Magdalena Šarac                                | 2 février 2005                                 | 175                            |                                | Passeuse                       |
| 14                                             | Branka Tica                                    | 23 août 2003                                   | 179                            | 67                             | Réceptionneuse-attaquante      |
| 15                                             | Julijana Andrić                                | 29 mars 2005                                   | 178                            |                                | Attaquante                     |
| 16                                             | Andrijana Pavlašević                           | 11 octobre 1999                                | 180                            |                                | Libero                         |
| 17                                             | Veronika Đokić                                 | 27 août 2001                                   | 187                            | 76                             | Centrale                       |
| 18                                             | Ivona Lazović                                  | 19 juillet 2004                                | 179                            | 57                             | Passeuse                       |
| 19                                             | Iva Šućurović                                  | 28 juillet 2004                                | 190                            | 73                             | Centrale                       |
| 20                                             | Jovana Zelenović                               | 13 juin 2004                                   | 197                            | 92                             | Attaquante                     |
|                                                |                                                |                                                |                                |                                |                                |
| Encadrement technique                          | Encadrement technique                          |                                                | Légende                        | Légende                        | Légende                        |
| Entraîneur : Jovo Caković                      | Entraîneur : Jovo Caković                      | Entraîneur : Jovo Caković                      | : Capitaine                    | : Capitaine                    | : Capitaine                    |
| Entraîneur(s) adjoint(s) : Strahinja Kuburović | Entraîneur(s) adjoint(s) : Strahinja Kuburović | Entraîneur(s) adjoint(s) : Strahinja Kuburović | : Joueuse blessée actuellement | : Joueuse blessée actuellement | : Joueuse blessée actuellement |